# 圣欧拉利娅 (埃尔瓦什)
圣欧拉利娅是葡萄牙波塔莱格雷区的一个堂区。总面积98.63平方公里，总人口1278人，人口密度13.5人/平方公里。